# Codrin Țapu
Codrin Ștefan Țapu (17 de dezembro de 1973) é um psicólogo romeno quem escreveu sobre as hipóstases da personalidade.

## Vida e carreira
Țapu nasceu em Bucareste, e foi criado na cidade perto de Fundulea, onde seus pais trabalhavam. Seu pai, Constantin Țapu, era um pesquisador de trigo na Instituto Nacional de Pesquisa Agrícola. Sua mãe, Zoe Țapu, trabalhou no mesmo instituto, e abriu o caminho para a pesquisa do trigo duro na Roménia. Após graduar-se da ensino médio, ele estudou na Universidade de Bucareste, onde obteve seu diploma de bacharel, mestrado e doutorado em psicologia. A partir de 1998 Tapu trabalhou como instrutor do departamento de psicologia da Universidade Hyperion. Em 2006, foi nomeado professor associado de psicologia na Universidade de Ciências Agronômicas e Medicina Veterinária.

## Trabalho
Em 1997, trabalhando em sua tese de mestrado, Țapu começou a desenvolver o modelo hipostática da personalidade. O modelo afirma que a pessoa se apresenta em uma multiplicidade de aspectos diferentes ou hipóstases, dependendo das realidades internas e externas que ela se refere, incluindo diferentes abordagens epistemológicas para o estudo da personalidade. O modelo se enquadra na categoria de modelos biopsicossociais da personalidade. O modelo hipostática descreve aspectos e dimensões da personalidade, bem como as relações intra e interpessoal. Personalidade é vista tanto como uma agência e uma construção relativamente estável. O modelo é acompanhado por métodos específicos de avaliação e psicoterapia, abordando cada uma das dimensões da personalidade.

## Recepção
O trabalho de Tapu foi elogiado pelo "original" e "abordagem provocante", e para inaugurar o campo de "concreto-sistêmica" ou psicologia "hipostática". Seu primeiro trabalho foi criticada por conter um grande número de neologismos que o tornam difícil de entender, e por ser "condenado a ser incompleta".

## Trabalhos selecionados
- Psihologie operatorie: teorie, evaluare, terapie, Ed. Premier, 2000
- Hypostatic Personality: Psychopathology of Doing and Being Made, Ed. Premier, 2001
- Dicționar de psihologie și psihopatologie: concepte actuale, Ed. Premier, 2003
- Tratat de psihologie umanistă sistemică: de la diagnostic la statistică, Ed. Premier, 2006
- The Complete Guide to Relational Therapy, Lulu, 2011